# Capitellum
Capitellum is een geslacht van hagedissen uit de familie skinken (Scincidae).

## Naam en indeling
De wetenschappelijke naam van de groep werd voor het eerst voorgesteld door Caitlin E. Conn en Stephen Blair Hedges in 2012. Er zijn drie soorten die vroeger tot het geslacht Mabuya werden gerekend. Twee van de soorten zijn pas in 2012 voor het eerst wetenschappelijk beschreven en worden in veel literatuur nog niet vermeld.

## Verspreiding en habitat
De hagedissen komen voor in delen van Midden-Amerika en leven op verschillende eilanden in de Caraïbische Zee.
Door de internationale natuurbeschermingsorganisatie IUCN is aan alle soorten een beschermingsstatus toegewezen. Ze worden allemal beschouwd als 'ernstig bedreigd' (Critically Endangered of CR).

## Soorten
Het geslacht omvat de volgende soorten, met de auteur en het verspreidingsgebied.
| Naam                     | Auteur              | Verspreidingsgebied                       |
| ------------------------ | ------------------- | ----------------------------------------- |
| Capitellum mariagalantae | Hedges & Conn, 2012 | Guadeloupe (Marie-Galante)                |
| Capitellum metallicum    | Bocourt, 1879       | Martinique                                |
| Capitellum parvicruzae   | Hedges & Conn, 2012 | Amerikaanse Maagdeneilanden (Saint Croix) |